# Polizeifilter
Polizeifilter ist ein Begriff in der Verfahrenstechnik. Es ist einem anderen Filter (oder einer Reihe filternder Abscheider) nachgeschaltet und übernimmt sowohl eine Endreinigungs- als auch eine Sicherungsfunktion. Letztere ist notwendig, falls ein vorgeschaltetes Filter – zum Beispiel aufgrund einer Beschädigung – nicht mehr zu einer ordnungsgemäßen Filterung in der Lage ist.

## Einsatz
Bei der Abgasreinigung werden häufig Aktivkohleadsorber als Polizeifilter eingesetzt, da sie aufgrund ihrer Struktur nicht nur adsorptiv, sondern auch filternd wirken können. Teilweise werden auch chemisorptive Eigenschaften des Adsorbens genutzt. Adsorptiv wirkende Polizeifilter werden sowohl als Flugstrom- als auch als Festbettverfahren eingesetzt. So kann beispielsweise mittels eines Polizeifilters auf der Basis von Aktivkoks die Schwefeldioxid-Konzentration eines die Nasswäsche verlassenden Abgases aus der Müllverbrennung noch weiter gesenkt werden.
Bei sicherheitstechnischen Anwendungen verhindern Polizeifilter – beispielsweise in Kassettenform – die Entstehung eines explosionsfähigen Staubgemischs. In Arbeitsbereichen werden bei Umluftbetrieb solche Filter als Polizeifilter eingesetzt, die in ihrer Filterwirkung mindestens der letzten vorgeschalteten Filterstufe entsprechen. Bei den vorgenannten Anwendungen kommen häufig Tiefenfilter zum Einsatz.
Der Nachteil von Polizeifiltern liegt nicht nur in den teilweise hohen Investitionen, sondern auch, bedingt durch den Energieaufwand infolge des größeren Druckverlustes, in den erhöhten Betriebsmittelkosten. Nachgeschaltete Aktivkohleadsorber laufen zudem Gefahr, bei heißen Abgasen in Brand zu geraten.